# Balharántpólya
A balharántpólya olyan átlós mesteralak, mely a pajzs bal felső sarkából indul a jobb alsó sarok felé és a pajzs szélességének 1/3-át, más definíció szerint 2/7-ét foglalja el. Több balharántpólya esetén ezek az arányok módosulnak. A páros számú osztóvonal által létrejövő mezők közül a két szélsőnek egyforma színűnek kell lennie, különben nem (egy szokványos) mesteralak, hanem fordítottan szelt pajzs jön létre. Háromszor, ötször stb. fordítottan szelt pajzsról van szó akkor is, ha csak két borítás fordul elő, de az osztóvonalak száma páratlan.  
Általában mind a két vége érintkezik a pajzs szélével. Ha egyik végén sem érinti a pajzsot, a balharántpólya lebegő. Nemcsak egyenes, hanem mindenféle görbe és szögletes vonalakkal meg lehet rajzolva. (Lásd erre az osztóvonal címszót.) A megkülönböztető jegyei szerint a balharántpólya lehet lékelt, egyik végén hegyes, stb. Helyzete szerint feltolt (a harántpólya helye fölötti) vagy süllyesztett balharántpólya (a balharántpólya helye alatt elhelyezkező), más címerábrákkal díszített stb. (Lásd erre a harántpólya címszót.) Változata a balharánt-szalag, mely félszélességű balharántpólya, a pajzsszélesség 1/6-a és a balharánt-fonál, mely egyharmad szélességű balharántpólya, a pajzsszélesség 1/12-e. Ennél kisebb osztási fok már értelmetlen. Ha a balharántpólyák az egész pajzsot befedik, balharántpólyázott a neve. Páratlan számú osztóvonal és/vagy kettőnél több borítás esetén a pajzs fordítottan szelt vagy balharántolt.    

## A balharántpólya használata
A balharántpólya ritkán fordul elő, sőt inkább kivételes, míg a harántpólya használata rendkívül el volt terjedve. Egyes országok heraldikájában gyakoribb, mert egyik diminutívája, a balharánt-szalag a törvénytelen származás jelölésére szolgáló egyik mesteralak vagy címerjel volt, illetve annak diminutívája, a balaharánt-fonál, lebegő helyzetben.
A német heraldikában a balharántpólya ugyanolyan gyakori, mint a harántpólya és Skóciában is viszonylag gyakran megtalálható, de Nisbet szerint ezek közül a tulajdonosai sokat harántpólyára cseréltek, mert az a nézet terjedt el, hogy ez a törvénytelen származást jelöli, noha erre a célra valójában a (lebegő) balharánt-fonalat használták.